# Rhaphidophora foraminifera
Rhaphidophora foraminifera (Engl.) Engl.  – gatunek wieloletnich, wiecznie zielonych pnączy z rodziny obrazkowatych, pochodzących z zachodniej części Azji Południowo-Wschodniej, zasiedlających lasy deszczowe. Komórki tych roślin posiadają 60 chromosomów tworzących 30 par homologicznych.